# Амур (зупинний пункт)
Аму́р — колійний пост (колишній пасажирський залізничний зупинний пункт) Дніпровської дирекції Придніпровської залізниці на електрифікованій лінії Запоріжжя-Кам'янське — Нижньодніпровськ-Вузол. Розташований на лівому березі річки Дніпро за 2 км на схід від станції Дніпро-Головний.
Раніше на платформі Амур зупинялася низка приміських поїздів східного напрямку від станції Дніпро-Головний, серед яких приміські поїзди до станції Чаплине, проте жоден з приміських поїздів, що прямували у зворотному напрямку (до головного вокзалу), не зупинявся тут. Наразі платформа Амур не обслуговує пасажирів.